# Keita Fujimura
Keita Fujimura (jap. 藤村 慶太, Fujimura Keita; * 2. September 1993 in Morioka, Präfektur Iwate) ist ein japanischer Fußballspieler.

## Karriere
Keita Fujimura erlernte das Fußballspielen in der Schulmannschaft der Morioka Commercial High School. Seinen ersten Profivertrag unterschrieb er 2012 bei Vegalta Sendai. Der Verein aus Sendai, einer Großstadt in der Präfektur Miyagi, spielte in der höchsten Liga des Landes, der J1 League. Von 2014 bis 2015 spielte er siebenmal in der J.League U-22 Selection. Diese Mannschaft, die in der dritten Liga, der J3 League, spielte, setzte sich aus den besten Nachwuchsspielern der höherklassigen Vereine zusammen. Das Team wurde mit Blick auf die Olympischen Sommerspiele 2016 in Rio de Janeiro gegründet. Die Auswahl der Spieler erfolgte auf wöchentlicher Basis aus einem Pool, für den jeder Verein förderungswürdige Talente benennen konnte; die Zusammensetzung der Mannschaft variierte daher sehr stark von Spiel zu Spiel. 2018 wurde er an den Zweitligisten Zweigen Kanazawa nach Kanazawa ausgeliehen. Nach der Ausleihe wurde er Anfang 2019 von Kanazawa fest verpflichtet. Am Ende der Saison 2023 belegte er mit Zweigen den letzten Tabellenplatz und musste somit den Weg in die dritte Liga antreten. Nach über 200 Ligaspielen für den Verein wechselte er im Januar 2024 zum Zweitligisten Kagoshima United FC. Am Ende der Saison 2024 belegte er mit Kagoshima den 19. Tabellenplatz und musste somit in die dritte Liga absteigen.

## Erfolge
Kagoshima United FC
- Japanischer Drittligavizemeister: 2023  ▲